# Humboldtsaphirkolibri
Die Humboldtsaphirkolibri (Chrysuronia humboldtii; Syn. Hylocharis humboldtii) oder manchmal auch Humboldt-Saphirkolibri oder Humboldtssaphir ist eine Vogelart aus der Familie der Kolibris (Trochilidae). Die Art kommt in den südamerikanischen Ländern Kolumbien und Ecuador sowie in dem mittelamerikanischen Land Panama vor. Der Bestand wird von der IUCN als nicht gefährdet (Least Concern) eingeschätzt.

## Merkmale
Der Humboldtsaphirkolibri erreicht eine Körperlänge von etwa 9 Zentimetern. Der gerade, spitze Schnabel wird etwa 18 Millimeter lang, wobei der Unterschnabel rötlich mit einer schwarzen Spitze ist. Die Gesichtsmaske und das Kinn des Männchens glänzen blau, während der Scheitel grünblau gefärbt ist. Postokular (hinter den Augen) befindet sich ein markanter weißer Tupfen. Die Oberseite, die Kehle und die Brust glitzern grün, welches an den Flanken in ein dunkles metallisches Grün übergeht. Vom Bauch bis zu Steiß ist die Färbung weiß. Der Schwanz ist dunkelgrün.
Das Weibchen ist auf der Oberseite grün schimmernd, seine Unterseite ist weiß mit grünen Flecken an Hals und Brust. Der grüne Schwanz weist an den äußeren Steuerfedern weiße Sprenkel auf.

## Verbreitung und Lebensraum

Verbreitungsgebiet des Humboldtsaphirkolibris

Die Art bewohnt Mangrovenwälder und angrenzende Gebiete nahe der Pazifikküste. In Panama ist sie sehr selten und wurde bisher nur im äußersten Südwesten der Provinz Darién beobachtet. In Kolumbien findet man sie an der gesamten Pazifikküste bis in den südwestlichen Teil des Departamento de Nariño. In Ecuador kommt sie nur extrem selten im Nordwesten in der Provinz Esmeraldas vor.

## Verhalten
Die Vögel fliegen unter anderem die Blüten der zur Familie der Tetrameristaceae gehörenden Pelliciera rhizophorae an. Während der Balz sitzen bis zu vier Männchen auf einem Ast in Höhen zwischen 3 und 6 Metern und singen.

## Gefährdung
Die Zerstörung der pazifischen Mangrovenwälder durch den Schnitt von Brennholz und den Abbau von Kohle stellt ein potentielles Risiko für diese Art dar. Ein weiteres Problem ist die Errichtung von Teichen zur Zucht von Garnelen, die ebenfalls das Ökosystem der Mangroven bedroht. Ansonsten ist wenig über ihr Verhalten bekannt.

## Unterarten
Im Moment sind keine Unterarten des Humboldtsaphirkolibris bekannt. Er gilt als monotypisch.

## Etymologie und Forschungsgeschichte
Jules Bourcier und Étienne Mulsant beschrieben den Kolibri ursprünglich unter dem Namen Trochilus humboldtii. Lange wurde er der Gattung Hylocharis Boie, 1831 zugeschlagen. Gelegentlich findet man ihn in der Literatur als Unterart des Blaukopfsaphirs (Hylocharis grayi humboldtii). Das South American Classification Committee  betrachtet H. humboldtii als eigene Art und vermutet einen Fehler bei der Zusammenführung  beider Arten durch James Lee Peters. Erst 1850 führte Charles Lucien Jules Laurent Bonaparte die Gattung Chrysuronia u. a. für diese monotypische Art ein. Dieser Name ist eine Kombination zweier Artennamen chrysura und oenone, die Bonaparte der Gattung zugeordnet hatte. Chrysura leitet sich von den griechischen Wörtern »chrysos, χρυσος« für »Gold« und »-ouros, oura, -ουρος, ουρα« für »-schwänzig, Schwanz« ab. Das Artepitheton  humboldtii wurde zu Ehren von Alexander von Humboldt (1769–1859) vergeben.